# Movimento Republicano e Cidadão

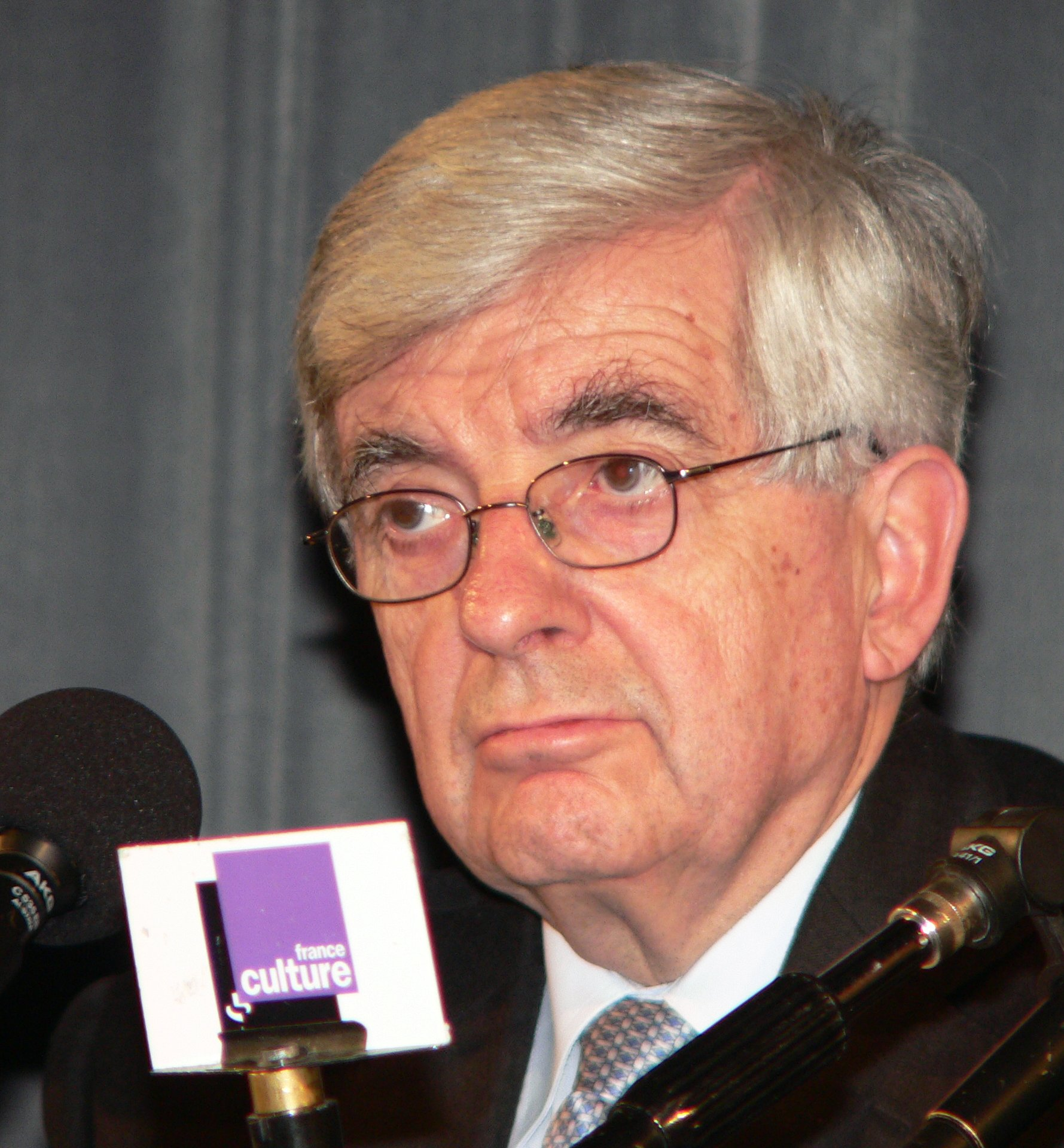
Jean-Pierre Chevènement

O Movimento Republicano e Cidadão (em francês: Mouvement Républicain et Citoyen, MRC) é um partido político francês fundado em 1993 por dissidentes do Partido Socialista.
O objetivo principal da fundação do MRC, como também é conhecido, foi a oposição à Guerra do Golfo e ao Tratado de Maastricht.
O MRC é um partido com representação no Parlamento francês e, portanto, figura entre as principais correntes políticas do país.

## Identidade
O Movimento Republicano e Cidadão originou-se de uma corrente do Partido Socialista, o Centro de estudos, Pesquisa e Educação Socialista, lançado em 1966 por Jean-Pierre Chevènement. O MRC, que se apresenta como uma alternativa de esquerda ao PS, foi criado com o nome atual em 2005. Em 1997, participou da coalizão da "esquerda plural". O presidente de honra é Jean-Pierre Chevènement.
- Posicionamento: de esquerda, soberanista e de oposição à integração na União Europeia.
- Filiados: cerca de 5.000

## Resultados eleitorais

### Eleições presidenciais
| Data | Candidato apoiado       | 1ª Volta   | 1ª Volta   | 2ª Volta   | 2ª Volta   |
| Data | Candidato apoiado       | Votos      | %          | Votos      | %          |
| ---- | ----------------------- | ---------- | ---------- | ---------- | ---------- |
| 1995 | Lionel Jospin           | 7 097 786  | 23,3 (1.º) | 14 180 644 | 47,4 (2.º) |
| 2002 | Jean-Pierre Chevènement | 1 518 528  | 5,3 (6.º)  |            |            |
| 2007 | Ségolène Royal          | 9 500 112  | 25,9 (2.º) | 16 790 440 | 46,9 (2.º) |
| 2012 | François Hollande       | 10 272 705 | 28,6 (1.º) | 18 000 668 | 51,6 (1.º) |

### Eleições legislativas
| Data | 1ª Volta                         | 1ª Volta                         | 1ª Volta                         | 2ª Volta                         | 2ª Volta                         | 2ª Volta                         | Deputados | +/- | Status   |
| Data | Votos                            | %                                | +/-                              | Votos                            | %                                | +/-                              | Deputados | +/- | Status   |
| ---- | -------------------------------- | -------------------------------- | -------------------------------- | -------------------------------- | -------------------------------- | -------------------------------- | --------- | --- | -------- |
| 1997 | 263 490                          | 1,0 (13.º)                       |                                  |                                  |                                  |                                  | 7 / 577   |     | Governo  |
| 2002 | 299 897                          | 1,2 (11.º)                       | 0,2                              | 12 679                           | 0,1 (12.º)                       |                                  | 0 / 577   | 7   | Oposição |
| 2007 | Nas listas do Partido Socialista | Nas listas do Partido Socialista | Nas listas do Partido Socialista | Nas listas do Partido Socialista | Nas listas do Partido Socialista | Nas listas do Partido Socialista | 1 / 577   | 1   | Oposição |
| 2012 | Nas listas do Partido Socialista | Nas listas do Partido Socialista | Nas listas do Partido Socialista | Nas listas do Partido Socialista | Nas listas do Partido Socialista | Nas listas do Partido Socialista | 3 / 577   | 2   | Governo  |

### Eleições europeias
| Data | Votos                        | %                            | Deputados      | +/-            |
| ---- | ---------------------------- | ---------------------------- | -------------- | -------------- |
| 1994 | 494 986                      | 2,5 (9.º)                    | 0 / 87         |                |
| 1999 | Listas do Partido Socialista | Listas do Partido Socialista | 2 / 87         | 2              |
| 2004 | Não participou               | Não participou               | Não participou | Não participou |
| 2009 | Não participou               | Não participou               | Não participou | Não participou |
| 2014 | Não participou               | Não participou               | Não participou | Não participou |